# Citokróm P450
A citokróm P450 (CYP) szupercsaládot alkotó fehérjék, melyek kofaktorként hemet tartalmaznak, azaz hemoproteinek. Az endoplazmás retikulum elektrontranszfer-láncának tagjai. A CYP-ek enzimatikus reakcióiban szubsztrátként különböző kisebb-nagyobb molekulák szerepelnek. A P450 kifejezés arra utal,
hogy redukált formában szén-monoxiddal képzett komplexük 450 nm-en spektrofotometrálva abszorpciós
maximumot mutat. 
A CYP enzimeket az élőlények minden országában (állatokban, növényekben, gombákban, protisztákban, baktériumokban, archeákban, még vírusokban is) azonosították, azonban nem minden fajukban (pl. Escherichia coli). Több mint 200 000 különböző CYP fehérje ismert.
A vasionon keresztül történő, molekuláris oxigén redukciójához vezető reakcióhoz a legtöbb CYP-nek szüksége van elektronszállítóra.

## P450 az emberekben
Az emberi CYP-ek elsősorban membránkötött fehérjék a mitokondrium belső membránjában, vagy a endoplazmatikus retikulumban.

### Gyógyszer-metabolizmus

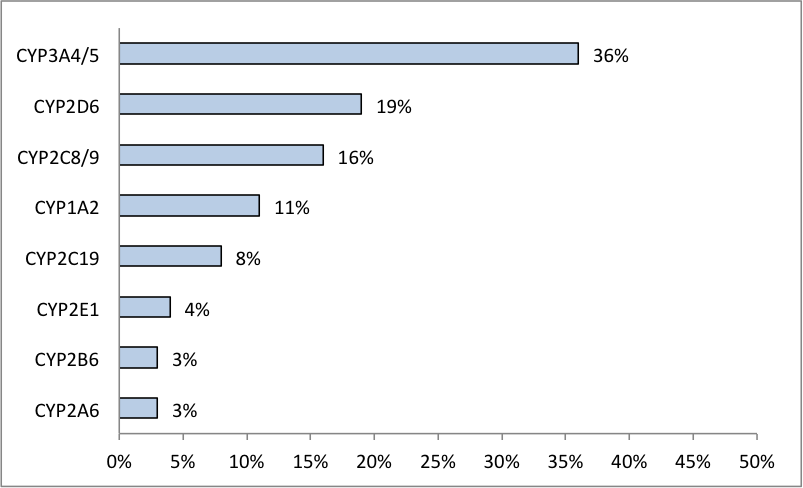
Gombaellenes gyógyszerek metabolizálódásának aránya különböző CYP családok esetén.

### Emberben előforduló CYP családok
57 génjük és több, mint 59 emberi pszeudogénjük ismert, melyek 18 családot és 43 alcsaládot alkotnak.
| Család | Funkció                                                                      | Tagok                              | Nevek |
| CYP1   | gyógyszer és szteroid (főleg ösztrogén) metabolizmus, benzopirén toxifikáció | 3 alcsalád, 3 gén, 1 pszeudogén    | CYP1A1, CYP1A2, CYP1B1 |
| CYP2   | gyógyszer és szteroid metabolizmus                                           | 13 alcsalád, 16 gén, 16 pszeudogén | CYP2A6, CYP2A7, CYP2A13, CYP2B6, CYP2C8, CYP2C9, CYP2C18, CYP2C19, CYP2D6, CYP2E1, CYP2F1, CYP2J2, CYP2R1, CYP2S1, CYP2U1, CYP2W1 |
| CYP3   | gyógyszer és szteroid metabolizmus (beleértve a tesztoszteronét is)          | 1 alcsalád, 4 gén, 2 pszeudogén    | CYP3A4, CYP3A5, CYP3A7, CYP3A43                                                                                                   |
| CYP4   | arachidonsav vagy zsírsav metabolizmus                                       | 6 alcsalád, 12 gén, 10 pszeudogén  | CYP4A11, CYP4A22, CYP4B1, CYP4F2, CYP4F3, CYP4F8, CYP4F11, CYP4F12, CYP4F22, CYP4V2, CYP4X1, CYP4Z1                               |
| CYP5   | tromboxán A2 szintáz                                                         | 1 alcsalád, 1 gén                  | CYP5A1 |
| CYP7   | epesav bioszintézis szteránváz 7-alfa hidroxiláz                             | 2 alcsalád, 2 gén                  | CYP7A1, CYP7B1 |
| CYP8   | változatos                                                                   | 2 alcsalád, 2 gén                  | CYP8A1 (prosztacyclin szintáz), CYP8B1 (epesav bioszintézis)                                                                      |
| CYP11  | szteroid bioszintézis                                                        | 2 alcsalád, 3 gén                  | CYP11A1, CYP11B1, CYP11B2 |
| CYP17  | szteroid bioszintézis, 17-alfa hidroxiláz                                    | 1 alcsalád, 1 gén                  | CYP17A1 |
| CYP19  | szteroid bioszintézis (ösztrogén)                                            | 1 alcsalád, 1 gén                  | CYP19A1 |
| CYP20  | ismeretlen                                                                   | 1 alcsalád, 1 gén                  | CYP20A1 |
| CYP21  | szteroid bioszintézis                                                        | 2 alcsalád, 1 gén, 1 pszeudogén    | CYP21A2 |
| CYP24  | D-vitamin lebontás                                                           | 1 alcsalád, 1 gén                  | CYP24A1 |
| CYP26  | retinsav hidroxiláz                                                          | 3 alcsalád, 3 gén                  | CYP26A1, CYP26B1, CYP26C1 |
| CYP27  | változatos                                                                   | 3 alcsalád, 3 gén                  | CYP27A1 (epesav bioszintézis), CYP27B1 (vitamin D3 1-alfa hidroxiláz, D3-vitamin aktivátor), CYP27C1 (ismeretlen funkció)         |
| CYP39  | 24-hidroxikoleszterin 7-alfa hidroxilációja                                  | 1 alcsalád, 1 gén                  | CYP39A1 |
| CYP46  | koleszterin 24-hidroxiláz                                                    | 1 alcsalád, 1 gén                  | CYP46A1 |
| CYP51  | koleszterin bioszintézis                                                     | 1 alcsalád, 1 gén, 3 pszeudogén    | CYP51A1 (lanoszterin 14-alfa demetiláz)                                                                                           |